# Krnica (Gorje)
Krnica is een plaats in Slovenië en maakt deel uit van de gemeente Gorje in de NUTS-3-regio Gorenjska. De plaats telde 427 inwoners op 1 januari 2020.
Dichtbij is de kloof Pokljuška soteska.